# Manuel (film)
Manuel è un film drammatico del 2017 diretto da Dario Albertini.
È stato presentato alla 74ª Mostra internazionale d'arte cinematografica di Venezia nella sezione Cinema nel giardino. La pellicola ha avuto importanti riconoscimenti a livello internazionale e ha vinto come miglior film e miglior attore al Bimbi Belli 2018, il festival diretto da Nanni Moretti.

## Trama
Manuel è un diciottenne che lascia il centro educativo dove era stato collocato cinque anni prima quando sua madre Veronica era stata incarcerata. Felice di sentirsi di nuovo libero, ha un solo obiettivo: aiutare sua madre nel commutare in arresti domiciliari i due anni di reclusione che le restano. Manuel dovrà presentarsi alle autorità competenti come un adulto responsabile, perfetto in tutto, capace soprattutto di vegliare sulla madre e di procurarsi un lavoro stabile.

## Distribuzione
La pellicola è stata distribuita dalla Tucker Film nelle sale cinematografiche italiane a partire dal 3 maggio 2018.

## Riconoscimenti
- Nastri d'argento 2018: Premio "Guglielmo Biraghi" ad Andrea Lattanzi - Candidatura al miglior regista esordiente
- Bimbi Belli 2018: Premio Migliore Film - Premio Migliore Attore ad Andrea Lattanzi
- Cinema Mediterraneen Montpellier: Antigone d’Or - Prix de la Critique - Prix Nova
- Brussels International Film Festival: Prix "Jean Carmet"
- Festival Premiers Plans d'Angers miglior attore protagonista  : International Jury Prize
- Festival Internacional de Cine de Gijón: Premio FIPRESCI Mejor Largometraje de la Competición Internacional Rellumes
- Festival du Film Italien de Villerupt: Mention Spéciale du Jury
- Giffoni Film Festival: Explosive Talent
- Ortigia Film Festival - OFF: Premio Cinemaitaliano.info Film "Veramente Indipendente" - Premio Migliore Attore protagonista ad Andrea Lattanzi
- Premio Monty Banks: Miglior Film Premio Monty Banks
- Gallio Film Festival: Premio Emidio Greco - Premio Migliore Attore ad Andrea Lattanzi
- Bobbio Film Festival 2018: Premio del Pubblico - Premio Speciale “Editoriale Libertà” Miglior Opera Prima - Premio Migliore Attore e Premio “Beppe Ciavatta” Giovane Artista Esordiente ad Andrea Lattanzi